# 대루마니아

1930년 당시의 대루마니아의 행정 구역 지도

대루마니아(루마니아어: România Mare 로므니아 마레[*])는 1919년부터 1940년까지 루마니아 왕국이 지배했던 영토를 가리키는 용어로 총면적은 295,649km2였다. 대루마니아는 루마니아의 역사에서 가장 넓었던 영토를 부르는 용어이기도 하다.
루마니아는 1918년 제1차 세계 대전이 끝난 이후에 트란실바니아와 베사라비아, 부코비나, 바나트, 부자크, 도브루자 지역을 통합한 루마니아 왕국을 성립했다.

## 베사라비아와 부코비나
제1차 세계 대전 기간 동안에 루마니아 군대에 점령된 상태에 있던 부코비나 의회는 루마니아와의 통일에 관한 결의안을 통과시켰다. 루마니아인, 독일인, 유대인 의원들은 결의안에 찬성했지만 당시 부코비나 전체 인구의 38%를 차지하고 있던 우크라이나인 의원들은 결의안에 반대했다.
1917년에 일어난 러시아 혁명의 여파로 인해 베사라비아 국가 의회(Sfatul Ţării)는 1918년 1월 24일에 열린 회의에서 러시아 제국으로부터의 독립을 선언했다. 루마니아 군대는 볼셰비키의 침공을 저지하기 위해 베사라비아를 점령하게 된다.
베사라비아 국가 의회는 1918년 4월 9일에 열린 회의에서 루마니아와의 통일에 관한 결의안을 표결에 부쳤다. 이 결의안은 회의에 참석한 의원 148명 가운데 찬성 86, 반대 3, 기권 36, 불참 13으로 통과되었다. 베사라비아 국가 의회에서는 당시 베사라비아 전체 인구의 절반 가까이를 차지하고 있던 소수 민족 출신 의원들이 있었지만 루마니아인이 우위를 점하고 있었기 때문에 가능했다.

## 트란실바니아와 바나트
루마니아의 미회수된 영토로 여겨진 트란실바니아에서도 루마니아와의 통일을 지지하는 여론이 형성되었다. 1918년 12월 알바이울리아에서 소집된 트란실바니아 의회에 참석한 루마니아계 의원들은 루마니아와의 통일 선언문을 발표했다.
1919년 1월에는 트란실바니아 작센인 의원들이 루마니아와의 통일을 지지한다고 선언했다. 그렇지만 트란실바니아 전체 인구의 약 32%를 차지하고 있던 헝가리어 화자(헝가리인 공동체, 유대계 헝가리어 화자 공동체 포함), 바나트의 독일계 주민들은 자신들을 대표하는 정부는 헝가리의 부다페스트 정부라고 인식했기 때문에 오스트리아-헝가리 제국이 붕괴된 이후에 실시된 루마니아의 총선거에서 자신들을 대표하는 의원을 선출하지 않았다.

## 전간기
제2차 세계 대전이 진행 중이던 1940년에 소련이 독일-소련 불가침 조약에 따라 베사라비아, 부코비나 북부를 획득했다. 제2차 세계 대전에서 추축국 진영에 참전했던 나치 독일, 이탈리아 왕국은 1940년 8월 30일에 열린 제2차 빈 중재를 통해 루마니아의 지배를 받고 있던 트란실바니아 절반을 헝가리에게 양도했다. 불가리아 왕국은 1940년 9월 7일에 체결된 크라이오바 조약에 따라 루마니아로부터 도브루자 남부를 획득했다.

## 같이 보기
- 소협상
- 대세르비아
- 루마니아와 몰도바의 통일